# A PFG 2013-14
La A PFG 2013-14 fue la temporada 90.ª de la A Profesionalna Futbolna Grupa, la primera división del sistema de ligas del fútbol búlgaro. La temporada comenzó el 19 de julio de 2013 con el partido inaugural entre el Chernomorets y el Cherno More y terminó con los últimos partidos de mitad de mayo de 2014. Por primera vez después de doce años, el campeonato va a ser dividido en dos fases: la temporada regular con cada equipo jugando 26 partidos, y los playoffs, con los equipos divididos en grupo de la UEFA (siete primeros) y el grupo de descenso (siete últimos clasificados). El Ludogorets Razgrad es el defensor del título.

## Ascensos y descensos
| Pos. | Descendidos de A PFG 2012-13 |
| ---- | ---------------------------- |
| 13.º | Botev Vratsa                 |
| 14.º | Minyor Pernik                |
| 15.º | Montana                      |
| 16.º | Etar                         |

| Pos. | Ascendidos de B PFG 2012-13 |
| ---- | --------------------------- |
| 1.º  | Neftochimic Burgas          |
| 2.°  | Lyubimets 2007              |

## Formato de competición
La temporada incluye algunos cambios en el formato de juego con respecto a la temporada anterior de la A PFG. Por primera vez desde la temporada 2001-02 el campeonato va a ser dividido en dos fases. En la primera fase, la temporada regular, cada equipo debe jugar dos veces entre sí en partidos de ida y visitante para un subtotal de 26 partidos. En la segunda fase, las eliminatorias de los equipos se dividen en un grupo UEFA (los siete primeros clasificados) y el grupo de descenso (siete últimos clasificados). En esos dos torneos jugados en paralelo cada equipo jugará dos veces, una vez más en partidos de ida y vuelta sólo contra los seis equipos restantes de su grupo para un subtotal de 12 partidos.
Al final de la temporada, el campeón gana lugar para proclamarse campeón de liga —y, por tanto, clasificarse para la ronda de clasificación de la Liga de Campeones de la UEFA—, los equipos que acaben en segunda y tercera posición lograrán su clasificación para la UEFA Europa League. Los últimos cuatro equipos del grupo de descenso (del 11 al 14) descenderán directamente a la B PGF y sólo dos ascenderán, por lo que la siguiente temporada habrá otros dos equipos menos.

## Equipos
Un total de catorce equipos disputan la temporada 2013–14 de la A PFG, incluyendo los mejores 12 equipos de la temporada anterior 2012-13, además de dos clubes ascendidos de la B PFG 2012-13.
El Botev Vratsa, Minyor Pernik, Montana y Etar 1924 acabaron la temporada pasada en los últimos cuatro puestos de la tabla, por lo que descendieron a la B PFG y sólo dos equipos ascendieron desde la segunda división con el objeto de disminuir el número de los equipos de 16 a 14 sólo para la temporada actual.
Los equipos descendidos fueron reemplazados por el Neftochimic Burgas, campeones de la B PFG 2012-13, y el Lyubimets 2007, subcampeón. El 8 de mayo de 2013 el Neftochimic ganó la promoción después de ganar su partido contra el Shumen 2010 con el resultado de 3:1 y regresó a la A PFG después de siete años de ausencia, por lo que se unió a sus vecinos de Burgas del Chernomorets. El Lyubimets 2007, por su parte, debutan en el más alto nivel del fútbol búlgaro.
| Club                | Ciudad        | Estadio                 | Capacidad |
| ------------------- | ------------- | ----------------------- | --------- |
| Beroe Stara Zagora  | Stara Zagora  | Beroe                   | 12.300    |
| Botev Plovdiv       | Plovdiv       | Hristo Botev            | 18.000    |
| Cherno More Varna   | Varna         | Ticha                   | 10.000    |
| Chernomorets Burgas | Burgas        | Lazur                   | 18.037    |
| CSKA Sofía          | Sofía         | Balgarska Armiya        | 22.015    |
| Levski Sofía        | Sofía         | Georgi Asparuhov        | 19.200    |
| Litex Lovech        | Lovech        | Lovech                  | 8.100     |
| Lokomotiv Plovdiv   | Plovdiv       | Lokomotiv               | 10.000    |
| Lokomotiv Sofía     | Sofía         | Lokomotiv Sofia         | 22.000    |
| Ludogorets Razgrad  | Razgrad       | Ludogorets Arena        | 6.000     |
| Lyubimets 2007      | Lyubimets     | Gradski (Lyubimets)     | 4.000     |
| Neftochimic Burgas  | Burgas        | Lazur                   | 18.037    |
| Pirin Gotse Delchev | Gotse Delchev | Gradski (Gotse Delchev) | 5.000     |
| Slavia Sofía        | Sofía         | Ovcha Kupel             | 15.992    |

### Cuerpo técnico y uniformes
| Equipo              | Entrenador         | Capitán           | Firma deportiva | Patrocinador    |
| ------------------- | ------------------ | ----------------- | --------------- | --------------- |
| Beroe Stara Zagora  | Petar Hubchev      | Georgi Andonov    | Joma            | BEROE           |
| Botev Plovdiv       | Stanimir Stoilov   | Ivan Tsvetkov     | Uhlsport        | KTB AD          |
| Cherno More Varna   | Georgi Ivanov      | Georgi Iliev      | Joma            | Armeets         |
| Chernomorets Burgas | Dimitar Dimitrov   | Vančo Trajanov    | Sportika        | Masterhaus      |
| CSKA Sofia          | Stoycho Mladenov   | Emil Gargorov     | Legea           | —               |
| Levski Sofia        | Slaviša Jokanović  | Stanislav Angelov | Puma            | VTB Bank, M-tel |
| Litex Lovech        | Zlatomir Zagorčić  | Nikolay Bodurov   | adidas          | —               |
| Lokomotiv Plovdiv   | Aleksandar Stankov | Zdravko Lazarov   | Uhlsport        | —               |
| Lokomotiv Sofia     | Stefan Genov       | Marquinhos        | Joma            | Casa Boyana     |
| Ludogorets Razgrad  | Stoycho Stoev      | Svetoslav Dyakov  | adidas          | Navibulgar      |
| Lyubimets 2007      | Veselin Velikov    | Anton Ognyanov    | adidas          | —               |
| Neftochimic Burgas  | Anton Spasov       | Stanimir Mitev    | Krasiko         | —               |
| Pirin Gotse Delchev | Kostadin Angelov   | Petar Lazarov     | Erreà           | —               |
| Slavia Sofia        | Asen Bukarev       | Zhivko Zhelev     | Joma            | —               |

## Temporada regular

### Tabla de posiciones
| Pos. | Equipo              | Pts. | PJ | G  | E | P  | GF | GC | Dif. | Clasificación    |
| ---- | ------------------- | ---- | -- | -- | - | -- | -- | -- | ---- | ---------------- |
| 1    | Ludogorets Razgrad  | 58   | 26 | 18 | 4 | 4  | 57 | 14 | +43  | Grupo campeonato |
| 2    | Litex               | 57   | 26 | 17 | 6 | 3  | 59 | 26 | +33  | Grupo campeonato |
| 3    | CSKA Sofia          | 51   | 26 | 15 | 6 | 5  | 44 | 14 | +30  | Grupo campeonato |
| 4    | Botev Plovdiv       | 46   | 26 | 13 | 7 | 6  | 45 | 21 | +24  | Grupo campeonato |
| 5    | Lokomotiv Plovdiv   | 45   | 26 | 14 | 3 | 9  | 43 | 31 | +12  | Grupo campeonato |
| 6    | Levski Sofia        | 44   | 26 | 13 | 5 | 8  | 45 | 24 | +21  | Grupo campeonato |
| 7    | Cherno More         | 43   | 26 | 12 | 7 | 7  | 31 | 21 | +10  | Grupo campeonato |
| 8    | Beroe               | 39   | 26 | 11 | 6 | 9  | 32 | 25 | +7   | Grupo Descenso   |
| 9    | Slavia Sofia        | 31   | 26 | 8  | 7 | 11 | 35 | 38 | −3   | Grupo Descenso   |
| 10   | Lokomotiv Sofia     | 31   | 26 | 9  | 4 | 13 | 30 | 44 | −14  | Grupo Descenso   |
| 11   | Chernomorets        | 22   | 26 | 6  | 4 | 16 | 30 | 46 | −16  | Grupo Descenso   |
| 12   | Lyubimets 2007      | 18   | 26 | 5  | 3 | 18 | 18 | 66 | −48  | Grupo Descenso   |
| 13   | Pirin Gotse Delchev | 15   | 26 | 4  | 3 | 19 | 23 | 71 | −48  | Grupo Descenso   |
| 14   | Neftochimic Burgas  | 12   | 26 | 3  | 3 | 20 | 15 | 66 | −51  | Grupo Descenso   |

Actualizado a los partidos jugados el 9 de marzo de 2014.
 Fuente: Soccerway

### Resultados
| Local \ Visitante   | BER | BOT | CMO | CHE | CSK | LEV | LIT | LPL | LSO | LUD | LYU | NEF | PIR | SLA |
| ------------------- | --- | --- | --- | --- | --- | --- | --- | --- | --- | --- | --- | --- | --- | --- |
| Beroe               | —   | 1–0 | 0–0 | 1–1 | 1–1 | 1–0 | 2–3 | 3–0 | 0–1 | 0–1 | 5–0 | 2–0 | 2–1 | 2–1 |
| Botev Plovdiv       | 0–0 | —   | 2–0 | 6–1 | 2–1 | 2–1 | 2–1 | 2–0 | 4–1 | 2–2 | 1–2 | 4–0 | 7–1 | 3–2 |
| Cherno More         | 1–1 | 1–0 | —   | 2–0 | 2–1 | 2–1 | 1–2 | 1–0 | 2–2 | 3–1 | 2–0 | 2–1 | 2–1 | 0–0 |
| Chernomorets        | 1–3 | 0–2 | 1–0 | —   | 1–2 | 1–3 | 0–0 | 0–1 | 2–1 | 0–2 | 5–0 | 2–3 | 5–0 | 2–2 |
| CSKA Sofia          | 1–0 | 0–0 | 0–0 | 3–0 | —   | 3–0 | 1–0 | 0–0 | 5–0 | 0–2 | 7–0 | 4–0 | 2–0 | 3–0 |
| Levski Sofia        | 0–0 | 1–0 | 1–1 | 2–0 | 0–1 | —   | 4–1 | 1–2 | 0–0 | 0–2 | 3–0 | 6–0 | 4–1 | 2–2 |
| Litex               | 3–0 | 0–0 | 2–1 | 3–1 | 0–0 | 1–1 | —   | 2–1 | 4–0 | 0–0 | 2–1 | 4–1 | 6–2 | 1–1 |
| Lokomotiv Plovdiv   | 3–1 | 0–0 | 1–0 | 1–1 | 1–0 | 2–3 | 2–5 | —   | 3–1 | 0–1 | 5–0 | 2–0 | 2–0 | 3–1 |
| Lokomotiv Sofia     | 1–0 | 3–2 | 0–2 | 2–1 | 1–1 | 1–0 | 0–2 | 1–2 | —   | 1–2 | 1–0 | 5–0 | 2–0 | 0–1 |
| Ludogorets Razgrad  | 3–0 | 0–0 | 1–1 | 1–0 | 3–0 | 0–1 | 2–4 | 3–0 | 4–0 | —   | 5–1 | 4–0 | 5–0 | 4–0 |
| Lyubimets 2007      | 1–2 | 1–0 | 0–4 | 1–2 | 0–3 | 0–2 | 1–4 | 0–2 | 2–1 | 1–0 | —   | 1–1 | 1–0 | 2–2 |
| Neftochimic Burgas  | 1–3 | 0–1 | 0–1 | 1–0 | 1–3 | 1–6 | 0–2 | 1–3 | 0–2 | 0–3 | 1–0 | —   | 0–0 | 1–1 |
| Pirin Gotse Delchev | 1–0 | 1–1 | 1–0 | 2–3 | 0–1 | 0–2 | 1–5 | 0–6 | 2–2 | 0–3 | 5–2 | 3–2 | —   | 1–3 |
| Slavia Sofia        | 0–2 | 1–2 | 2–0 | 2–0 | 0–1 | 0–1 | 1–2 | 4–1 | 3–1 | 0–3 | 1–1 | 2–0 | 3–0 | —   |

## Grupo campeonato

### Tabla de posiciones
| Pos. | Equipo                 | Pts. | PJ | G  | E  | P  | GF | GC | Dif. | Clasificación 2014–15                 |
| ---- | ---------------------- | ---- | -- | -- | -- | -- | -- | -- | ---- | ------------------------------------- |
| 1    | Ludogorets Razgrad (C) | 84   | 38 | 25 | 9  | 4  | 74 | 20 | +54  | Segunda ronda de la Liga de Campeones |
| 2    | CSKA Sofia             | 72   | 38 | 21 | 9  | 8  | 56 | 20 | +36  | Segunda ronda de la Liga Europa       |
| 3    | Litex                  | 72   | 38 | 21 | 9  | 8  | 74 | 37 | +37  | Primera ronda de la Liga Europa       |
| 4    | Botev Plovdiv          | 65   | 38 | 18 | 11 | 9  | 57 | 32 | +25  | Primera ronda de la Liga Europa       |
| 5    | Levski Sofia           | 62   | 38 | 19 | 5  | 14 | 59 | 39 | +20  |                                       |
| 6    | Cherno More            | 54   | 38 | 14 | 12 | 12 | 40 | 33 | +7   |                                       |
| 7    | Lokomotiv Plovdiv      | 50   | 38 | 15 | 5  | 18 | 49 | 55 | −6   |                                       |

Actualizado a los partidos jugados el 18 de mayo de 2014.
 Fuente: Soccerway

### Resultados
| Local \ Visitante  | BOT | CMO | CSK | LEV | LIT | LPL | LUD |
| ------------------ | --- | --- | --- | --- | --- | --- | --- |
| Botev Plovdiv      | —   | 1–1 | 0–0 | 2–0 | 2–1 | 2–1 | 0–0 |
| Cherno More        | 0–1 | —   | 0–0 | 1–2 | 1–1 | 2–0 | 1–1 |
| CSKA Sofia         | 2–0 | 2–0 | —   | 1–0 | 2–0 | 1–1 | 0–1 |
| Levski Sofia       | 2–0 | 1–0 | 1–3 | —   | 1–2 | 2–1 | 2–3 |
| Litex              | 3–0 | 0–0 | 0–1 | 0–1 | —   | 3–0 | 0–0 |
| Lokomotiv Plovdiv  | 0–3 | 0–2 | 2–0 | 0–2 | 0–5 | —   | 1–1 |
| Ludogorets Razgrad | 1–1 | 3–1 | 1–0 | 2–0 | 3–0 | 1–0 | —   |

| 1. |

## Grupo descenso

### Tabla de posiciones
| Pos. | Equipo              | Pts. | PJ | G  | E | P  | GF | GC  | Dif. | Descenso 2014–15         |
| ---- | ------------------- | ---- | -- | -- | - | -- | -- | --- | ---- | ------------------------ |
| 1    | Beroe               | 70   | 38 | 21 | 7 | 10 | 58 | 29  | +29  |                          |
| 2    | Slavia Sofia        | 55   | 38 | 16 | 7 | 15 | 57 | 46  | +11  |                          |
| 3    | Lokomotiv Sofia     | 54   | 38 | 16 | 6 | 16 | 46 | 52  | −6   |                          |
| 4    | Chernomorets        | 44   | 38 | 13 | 5 | 20 | 56 | 62  | −6   | Descenso a B PFG 2014-15 |
| 5    | Neftochimic Burgas  | 25   | 38 | 7  | 4 | 27 | 26 | 92  | −66  | Descenso a B PFG 2014-15 |
| 6    | Pirin Gotse Delchev | 22   | 38 | 6  | 4 | 28 | 35 | 91  | −56  | Descenso a B PFG 2014-15 |
| 7    | Lyubimets 2007      | 21   | 38 | 6  | 3 | 29 | 25 | 104 | −79  | Descenso a B PFG 2014-15 |

Actualizado a los partidos jugados el 18 de mayo de 2014.
 Fuente: Soccerway

### Resultados
| Local \ Visitante   | BER | CHE | LSO | LYU | NEF | PIR | SLA |
| ------------------- | --- | --- | --- | --- | --- | --- | --- |
| Beroe               | —   | 3–0 | 1–0 | 4–1 | 3–0 | 2–1 | 1–0 |
| Chernomorets        | 0–5 | —   | 1–2 | 5–0 | 4–0 | 4–0 | 2–1 |
| Lokomotiv Sofia     | 0–0 | 1–1 | —   | 1–2 | 3–0 | 1–0 | 2–0 |
| Lyubimets 2007      | 0–4 | 0–4 | 0–2 | —   | 1–2 | 1–2 | 1–2 |
| Neftochimic Burgas  | 1–0 | 2–3 | 0–2 | 3–1 | —   | 2–1 | 0–3 |
| Pirin Gotse Delchev | 1–2 | 1–2 | 1–2 | 5–0 | 0–0 | —   | 0–2 |
| Slavia Sofia        | 0–1 | 1–0 | 2–0 | 4–0 | 5–1 | 2–0 | —   |

## Máximos Goleadores
| Posic. | Jugador         | Club               | Goles |
| ------ | --------------- | ------------------ | ----- |
| 1      | Wilmar Jordán   | Litex Lovech       | 20    |
| 1      | Martin Kamburov | Lokomotiv Plovdiv  | 20    |
| 3      | Marquinhos      | Lokomotiv Sofia    | 18    |
| 4      | Simeon Slavchev | Litex Lovech       | 14    |
| 5      | Roman Bezjak    | Ludogorets Razgrad | 13    |
| 5      | Georgi Andonov  | Beroe Stara Zagora | 13    |